# TV Cotia
TV Cotia (conhecida como Canção Nova Paulista) é uma emissora de televisão brasileira com outorga na cidade de Cotia, estado de São Paulo, e transmite sua programação em sinal aberto pelo canal 59 (49 UHF digital). A emissora pertence a Fundação Ernesto Benedito de Camargo, instituição ligada ao Grupo Camargo de Comunicação, e retransmitia a programação da Rede Século 21.
Foi fundada em 1999 como emissora independente. Entre 2007 e 2012 retransmitiu parte da programação da Rede Brasil. Entre 2012 e 2013 retransmitiu parte da programação da TV Canção Nova. O canal também já transmitiu a programação de outras redes, entre elas a Canção Nova, RBTV, além do Século 21.
Retransmite a Canção Nova e por isso sendo mais conhecida como Canção Nova Paulista. Segundo informações da assessoria de imprensa da Canção Nova o contrato de afiliação entre o canal 59.1 em São Paulo (SP) e a TV Canção Nova seria encerrado em 31 de Dezembro de 2020. No entanto tal mudança não ocorreu e a emissora continua retransmitindo a Canção Nova.